# Enes Ünal
Enes Ünal (Bursa, Turquía, 10 de mayo de 1997) es un futbolista turco que juega como delantero en el AFC Bournemouth de la Premier League.

## Trayectoria
Se formó en el Bursaspor, en las inferiores del club, anotó 181 goles en 108 partidos. Fue ascendido al primer plantel en julio de 2013. Debutó en su equipo, el 1 de agosto por la clasificación a la Europa League, frente al Vojvodina de Serbia, jugó los 6 minutos finales y el partido terminó 2 a 2. Por su parte, en la Superliga, jugó por primera vez el 25 de agosto, ante Galatasaray y a los 2 minutos de su ingreso, anotó su primer gol en la máxima categoría, gracias su intervención, empataron 1 a 1. Se convirtió en el jugador más joven en convertir en la Superliga turca, con 16 años y 3 meses.
El 7 de julio de 2015 fue fichado por el Manchester City a cambio de dos millones de libras. En la temporada 2015-16 jugó durante la primera parte cedido en el Genk y, desde febrero de 2016, en el NAC Breda. Para la campaña 2016-17 fue cedido al FC Twente donde logró dieciocho goles en la Eredivisie.
El 31 de mayo de 2017 firmó por el Villarreal a cambio de catorce de millones de euros. El 30 de octubre fue cedido al Levante, siendo esta cesión cancelada después de dos meses por los problemas en la delantera del equipo amarillo. El 18 de marzo le dio la victoria al Villarreal sobre el Atlético de Madrid (2-1) gracias a un doblete del delantero turco.
El 19 de agosto de 2018 fue cedido al Real Valladolid C. F. por una temporada, cesión que se extendió en julio de 2019 otro año.
El 12 de agosto de 2020 fue traspasado al Getafe C. F. para las siguientes cinco temporadas. A mediados de la cuarta de ellas llegó a un acuerdo para renovar su contrato hasta 2026 y fue cedido al AFC Bournemouth. En el tramo final de la campaña jugó 17 partidos y en el mes de mayo fue adquirido en propiedad.

## Selección nacional

### Juveniles
Fue parte de la selección de Turquía en las categorías juveniles sub-16, sub-17, sub-19 y sub-21.
Comenzó jugando varios torneos amistosos internacionales con la sub-16 de Turquía, en 24 partidos disputados anotó 25 goles. Su primera experiencia con la sub-17 fue en un Torneo Nike, cuando todavía era parte de la categoría anterior, jugó contra Brasil, Estados Unidos y Portugual, perdieron los 3 encuentros y Enes anotó un gol.
Debido al gran rendimiento con la sub-16, fue convocado para jugar con la sub-21 la Clasificación para la Eurocopa Sub-21 de 2015. Debutó el 5 de septiembre de 2013, con 16 años y 111 días, ingresó al minuto 70 para enfrentar a Malta y tan solo le bastaron dos minutos para anotar su primer gol, finalmente ganaron 3 a 0. Enes siguió siendo convocado por la sub-21, jugó 7 partidos y anotó dos goles, pero no lograron clasificar.
Paralelamente, disputó el Campeonato Europeo Sub-17 de la UEFA 2014. Su primer partido oficial de la categoría fue el 14 de noviembre de 2013, jugó como titular y capitán, comenzaron perdiendo 2 a 0 pero de inmediato acortaron distancias y, finalmente, al minuto 44 Enes anotó el empate que sentenció el marcador 2 a 2. Mostró un gran nivel y llevó a Turquía a la fase final del campeonato, jugó 9 partidos, anotó 8 goles y fue incluido en el equipo ideal del torneo por la UEFA.

#### Participaciones en categorías inferiores
| Competición                               | Sede            | Resultado             | Partidos | Goles |
| ----------------------------------------- | --------------- | --------------------- | -------- | ----- |
| Campeonato Europeo Sub-17 de la UEFA 2014 | Malta           | Fase final            | 9        | 8     |
| Campeonato Europeo de la UEFA Sub-19 2014 | Hungría         | Ronda Élite           | 3        | 2     |
| Campeonato Europeo de la UEFA Sub-19 2015 | Grecia          | Ronda Élite           | 3        | 4     |
| Eurocopa Sub-21 de 2015                   | República Checa | Fase de clasificación | 7        | 2     |
| Eurocopa Sub-21 de 2017                   | Polonia         | Fase de clasificación | 3        | 0     |

### Absoluta
Debutó con la selección de Turquía, el 31 de marzo de 2015, en un partido amistoso contra Luxemburgo, ingresó en el minuto 57 por Olcay Şahan y ganaron 2 a 1.

## Estadísticas

### Clubes
Actualizado al 4 de enero de 2025.
| Club | Div.          | Temporada     | Liga  | Liga  | Copa nacional | Copa nacional | Copa internacional | Copa internacional | Total | Total |
| Club | Div.          | Temporada     | Part. | Goles | Part.         | Goles         | Part.              | Goles              | Part. | Goles |
| --- | ------------- | ------------- | ----- | ----- | ------------- | ------------- | ------------------ | ------------------ | ----- | ----- |
| Bursaspor Turquía | 1.ª           | 2013-14       | 16    | 3     | 5             | 3             | 2                  | 0                  | 23    | 6     |
| Bursaspor Turquía | 1.ª           | 2014-15       | 19    | 1     | 10            | 0             | 2                  | 0                  | 31    | 1     |
| Bursaspor Turquía | Total club    | Total club    | 35    | 4     | 15            | 3             | 4                  | 0                  | 54    | 7     |
| K. R. C. Genk · Bélgica | 1.ª           | 2015-16       | 12    | 1     | 2             | 1             | —                  | —                  | 14    | 2     |
| K. R. C. Genk · Bélgica | Total club    | Total club    | 12    | 1     | 2             | 1             | 0                  | 0                  | 14    | 2     |
| NAC Breda · Países Bajos | 2.ª           | 2015-16       | 14    | 8     | 0             | 0             | —                  | —                  | 14    | 8     |
| NAC Breda · Países Bajos | Total club    | Total club    | 14    | 8     | 0             | 0             | 0                  | 0                  | 14    | 8     |
| F. C. Twente · Países Bajos | 1.ª           | 2016-17       | 32    | 18    | 1             | 1             | —                  | —                  | 33    | 19    |
| F. C. Twente · Países Bajos | Total club    | Total club    | 32    | 18    | 1             | 1             | 0                  | 0                  | 33    | 19    |
| Villarreal C. F. · España | 1.ª           | 2017-18       | 23    | 5     | 3             | 0             | 5                  | 0                  | 31    | 5     |
| Villarreal C. F. · España | Total club    | Total club    | 23    | 5     | 3             | 0             | 5                  | 0                  | 31    | 5     |
| Levante U. D. · España | 1.ª           | 2017-18       | 7     | 1     | 0             | 0             | —                  | —                  | 7     | 1     |
| Levante U. D. · España | Total club    | Total club    | 7     | 1     | 0             | 0             | 0                  | 0                  | 7     | 1     |
| Real Valladolid C. F. · España | 1.ª           | 2018-19       | 33    | 6     | 1             | 0             | —                  | —                  | 34    | 6     |
| Real Valladolid C. F. · España | 1.ª           | 2019-20       | 35    | 6     | 2             | 2             | —                  | —                  | 37    | 8     |
| Real Valladolid C. F. · España | Total club    | Total club    | 68    | 12    | 3             | 2             | 0                  | 0                  | 71    | 14    |
| Getafe C. F. · España | 1.ª           | 2020-21       | 28    | 4     | 1             | 1             | —                  | —                  | 29    | 5     |
| Getafe C. F. · España | 1.ª           | 2021-22       | 37    | 16    | 0             | 0             | ―                  | ―                  | 37    | 16    |
| Getafe C. F. · España | 1.ª           | 2022-23       | 35    | 14    | 3             | 1             | ―                  | ―                  | 38    | 15    |
| Getafe C. F. · España | 1.ª           | 2023-24       | 3     | 0     | 2             | 0             | ―                  | ―                  | 5     | 0     |
| Getafe C. F. · España | Total club    | Total club    | 103   | 34    | 6             | 2             | 0                  | 0                  | 109   | 36    |
| AFC Bournemouth Inglaterra | 1.ª           | 2023-24       | 16    | 2     | 1             | 0             | ―                  | ―                  | 17    | 2     |
| AFC Bournemouth Inglaterra | 1.ª           | 2024-25       | 17    | 2     | 0             | 0             | ―                  | ―                  | 17    | 2     |
| AFC Bournemouth Inglaterra | Total club    | Total club    | 33    | 4     | 1             | 0             | 0                  | 0                  | 34    | 4     |
| Total carrera | Total carrera | Total carrera | 327   | 87    | 31            | 9             | 9                  | 0                  | 367   | 96    |
| (1)Incluidos los datos la Copa de Turquía (2013-14; 2014-15), Copa de Bélgica, Copa de los Países Bajos, Copa del Rey y FA Cup. (2)Incluidos los datos la Liga Europa de la UEFA (2013-14; 2014-15; 2017-18) |               |               |       |       |               |               |                    |                    |       |       |

### Selecciones
Actualizado al 28 de marzo de 2023.
Último partido citado: Turquía 0 - 2 Croacia
| Selección        | Temporada     | Continental | Continental | Mundial | Mundial | Amistosos | Amistosos | Total | Total |
| Selección        | Temporada     | Part.       | Goles       | Part.   | Goles   | Part.     | Goles     | Part. | Goles |
| ---------------- | ------------- | ----------- | ----------- | ------- | ------- | --------- | --------- | ----- | ----- |
| Sub-16 Turquía   | 2012-13       | -           | -           | -       | -       | 24        | 25        | 24    | 25    |
| Sub-16 Turquía   | Total sel.    | -           | -           | -       | -       | 24        | 25        | 24    | 25    |
| Sub-17 Turquía   | 2012-13       | -           | -           | -       | -       | 3         | 1         | 3     | 1     |
| Sub-17 Turquía   | 2013-14       | 9           | 8           | -       | -       | 0         | 0         | 9     | 8     |
| Sub-17 Turquía   | Total sel.    | 9           | 8           | -       | -       | 3         | 1         | 12    | 9     |
| Sub-19 Turquía   | 2013-14       | 3           | 2           | -       | -       | 0         | 0         | 3     | 2     |
| Sub-19 Turquía   | 2014-15       | 3           | 4           | -       | -       | 0         | 0         | 3     | 4     |
| Sub-19 Turquía   | Total sel.    | 6           | 6           | -       | -       | 0         | 0         | 6     | 6     |
| Sub-21 Turquía   | 2013-14       | 5           | 1           | -       | -       | 0         | 0         | 5     | 1     |
| Sub-21 Turquía   | 2014-15       | 2           | 1           | -       | -       | 2         | 1         | 4     | 2     |
| Sub-21 Turquía   | 2015-16       | 3           | 0           | -       | -       | 1         | 0         | 4     | 0     |
| Sub-21 Turquía   | Total sel.    | 10          | 2           | -       | -       | 3         | 1         | 13    | 3     |
| Absoluta Turquía | 2014-15       | 0           | 0           | -       | -       | 1         | 0         | 1     | 0     |
| Absoluta Turquía | 2016-17       | 2           | 0           | -       | -       | 3         | 0         | 5     | 0     |
| Absoluta Turquía | 2017-18       | -           | -           | -       | -       | 3         | 0         | 3     | 0     |
| Absoluta Turquía | 2018-19       | -           | -           | -       | -       | 3         | 0         | 3     | 0     |
| Absoluta Turquía | 2019-20       | 1           | 2           | -       | -       | -         | -         | 1     | 2     |
| Absoluta Turquía | 2020-21       | 5           | 0           | -       | -       | 4         | 0         | 9     | 0     |
| Absoluta Turquía | 2021-22       | 4           | 0           | -       | -       | 1         | 0         | 5     | 0     |
| Absoluta Turquía | 2022-23       | 3           | 0           | -       | -       | 2         | 1         | 5     | 1     |
| Absoluta Turquía | Total sel.    | 15          | 2           | -       | -       | 17        | 1         | 32    | 3     |
| Total carrera    | Total carrera | 40          | 18          | -       | -       | 47        | 28        | 87    | 46    |

### Tripletes
| 1 | Israel sub-16     | 4:5 (2:3) | 25 de agosto de 2012   | Sin datos · Moscú                   | Amistoso                                                     | 21', 27', 48', 79' | 1 |
| 2 | Alemania sub-16   | 3:0 (1:0) | 5 de noviembre de 2012 | Menemen İlçe Esmirna                | Amistoso                                                     | 17', 48', 54'      | 2 |
| 3 | Jordania sub-16   | 4:0 (4:0) | 29 de mayo de 2013     | Estadio Olímpico de Bakú Bakú       | Amistoso                                                     | 3', 25', 40'       | 3 |
| 4 | Azerbaiyán sub-16 | 4:1 (3:1) | 5 de junio de 2013     | Estadio Olímpico de Bakú Bakú       | Amistoso                                                     | 22', 39', 68'      | 4 |
| 5 | Islandia sub-19   | 7:3 (3:2) | 7 de octubre de 2014   | Stadion Hrvatski vitezovi Dugopolje | Fase de clasificación para el Campeonato Europeo Sub-19 2015 | 27', 32', 48', 68' | 5 |
| 6 | Telstar           | 1:4 (1:1) | 11 de abril de 2016    | Rabobank IJmond Stadion · IJmuiden  | Jupiler League 2015-16                                       | 16', 55', 78'      | 6 |
| 7 | Groningen         | 3:4 (0:3) | 21 de agosto de 2016   | Euroborg · Groningen                | Eredivisie 2016-17                                           | 23', 36', 39'      | 7 |

## Palmarés

### Distinciones individuales
| Distinción                                                                         | Año  |
| ---------------------------------------------------------------------------------- | ---- |
| Parte de los 50 mejores futbolistas sub-18 del mundo según medio Goal.com          | 2014 |
| Equipo ideal del Campeonato de Europa Sub-17 de la UEFA                            | 2014 |
| Parte de los 40 mejores jugadores del mundo para The Guardian (categoría 1997)     | 2014 |
| Parte de los 50 mejores futbolistas sub-18 del mundo según medio Goal.com          | 2016 |
| Parte de los 59 mejores futbolistas sub-21 del mundo (#38) según medio FourFourTwo | 2016 |